# 高能立體視野望遠鏡
高能立體視野望遠鏡（英語：High Energy Stereoscopic System，縮寫H.E.S.S.）是新世代的大氣契倫可夫影像望遠鏡（IACT）系統，用來研究能量從100G至1TeV，來自宇宙的γ射線。之所以選擇H.E.S.S.作為縮寫是為了紀念第一位觀測宇宙射線的維克托·赫斯。
這個名稱也強調望遠鏡的兩個主要特點，一是用幾架望遠鏡在不同的視角下同時觀測大氣簇射，二是望遠鏡的組合可以成為一個大的系統，可以有效的增加觀測γ射線的面積。H.E.S.S.允許在探索蟹狀星雲的γ射線時，可以分辨出數千個不同流量的強度。
H.E.S.S.座落在西南非納米比亞，靠近Gamsberg的Cranz家族農場，是一個光學品質絕佳的場所。H.E.S.S.計畫第一階段有4架望遠鏡，在2002年開始運作，在2003年12月4架望遠鏡都開始運作。
H.E.S.S. 由五座望遠鏡構成：四座直徑略小於12公尺的望遠鏡，排列成一個邊長為120公尺的正方形，還有一座更大的望遠鏡直徑為28公尺，位於陣列的中心。四座12米望遠鏡係於2004年開始運行，2012年增加了28米望遠鏡作為升級（稱為 H.E.S.S. II）。
在2004年，H.E.S.S.是首先嘗試IACT解析出空間中來自宇宙的γ射線來源。
在2005年，H.E.S.S.宣布找到了8個新的高能γ射線源，使已知的來源數量加倍。有兩個這樣的來源不能與已知的超新星殘骸或波霎對應，增加了新物理和存在一些"暗天體"的可能性。

## 外部連結

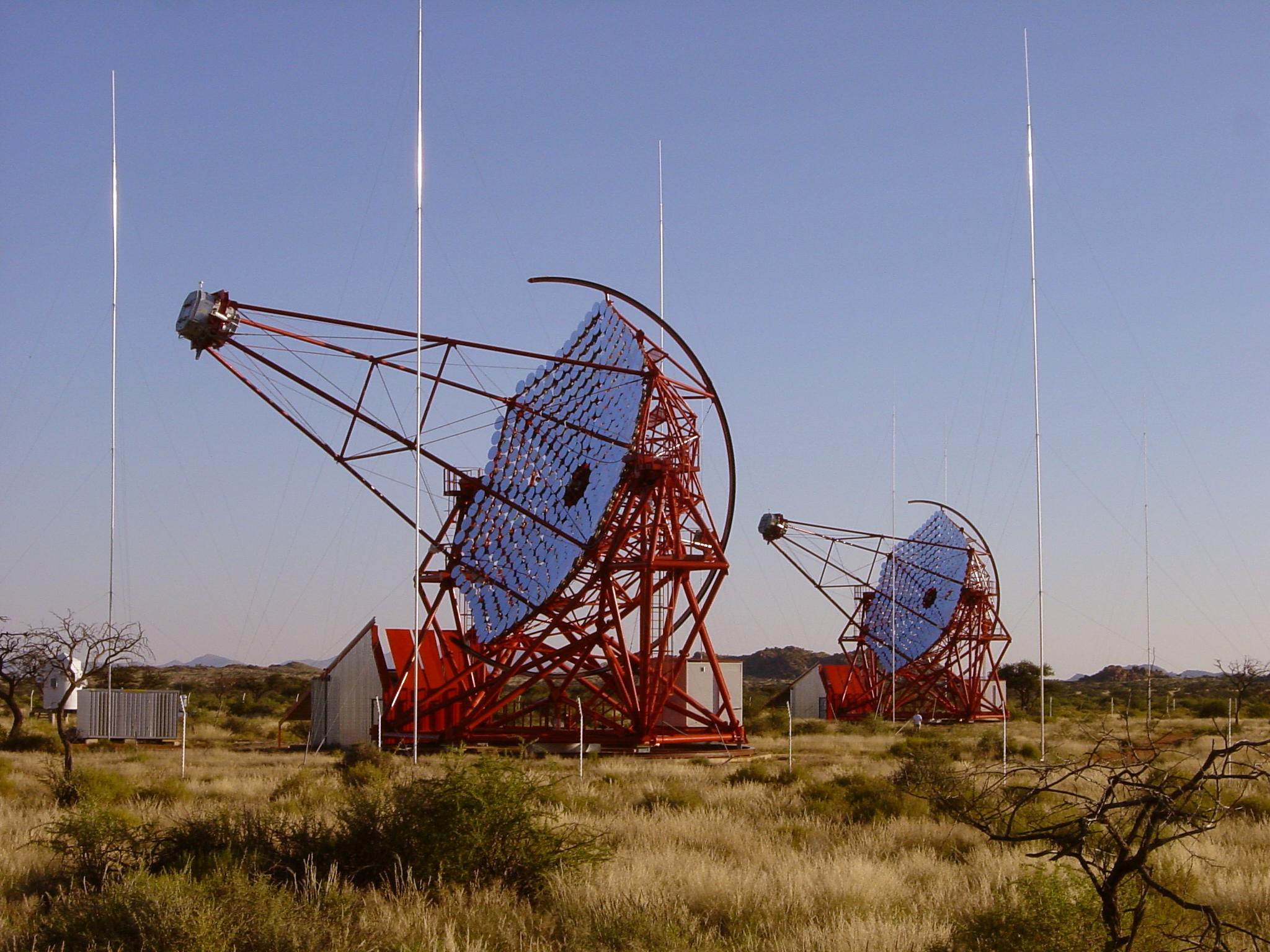
CT2和CT3望遠鏡。

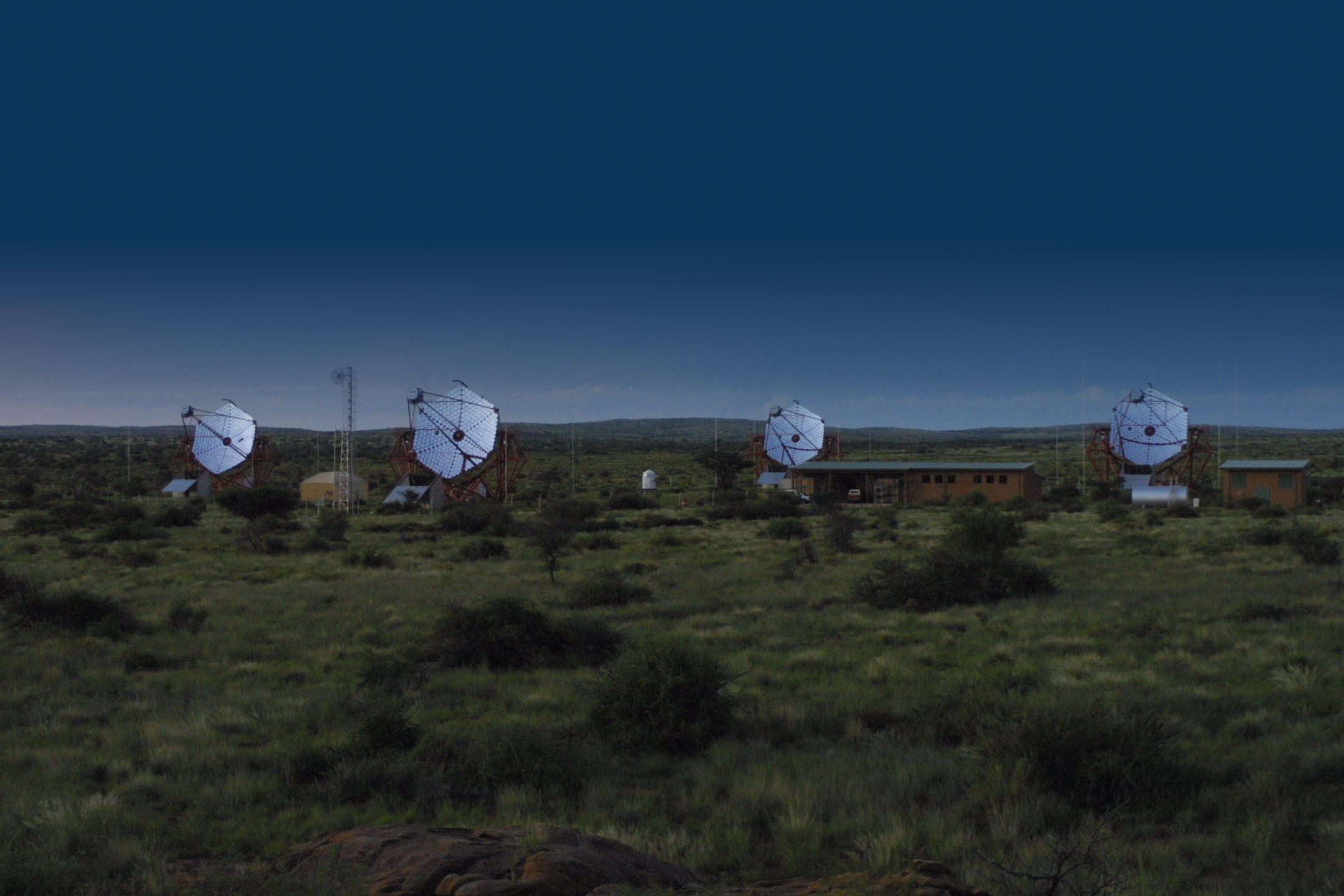
全部的4架望遠鏡都在黑夜中工作。

- High Energy Stereoscopic System Project (H.E.S.S.) （页面存档备份，存于） on the internet
- Nature: High energy particle acceleration in the shell of a supernova remnant （页面存档备份，存于）
- Science: A new population of very high energy gamma-ray sources in the Milky Way （页面存档备份，存于）
- New Scientist: Number of very high-energy gamma ray sources doubles （页面存档备份，存于）